# Vlad VI. Dragomir
Vlad VI. Dragomir (romunsko Vlad Dragomir ali Vlad Călugărul)  je bil vlaški knez, ki je vladal od oktobra do novembra 1521, * ni znano, † ni znano.
Vlad ima transilvanskih virih priimek Dragomir, v rumunskih pa Călugărul (Menih), kar kaže, da bi lahko bil sin kneza Vlada V. Mlajšega. 
Na oblast je prišel z uzurpacijo prestola mladoletnega kneza Teodozija, sina  Neagoea Basaraba. Po mesecu dni vladavine so ga s pomočjo Osmanskega cesarstva strmoglavili  in na prestol vrnili Teodozija.

## Vir
- Constantin C.Giurescu, Dinu C.Giurescu. Istoria Romanilor volume II (1352-1606). Editura Stcintifica si Enciclopedica Burarecsti (1976) str. 226-232.

| Vlad VI. Dragomir Rojen: ni znano Umrl: ni znano |                                          |                     |
| Vladarski nazivi                                 |                                          |                     |
| Predhodnik: Teodozij                             | Vlaški knez oktober 1521 – november 1521 | Naslednik: Teodozij |